# Doménica Tabacchi
Doménica Cristina Tabacchi Rendón (Guayaquil, 21 de febrero de 1973) es una periodista y política ecuatoriana. Fue desde 2011 hasta 2019 vicealcaldesa de Guayaquil, siendo la primera mujer en ocupar el cargo.

## Biografía
Nació el 21 de febrero de 1973 en la ciudad de Guayaquil, en la provincia del Guayas. Sus padres son Francesco Tabacchi Descalzi y Mónica Rendón, y su abuelo Francesco Tabacchi, quien fuera cónsul de Italia en Guayaquil. Es hermana de Francesco Tabacchi, quien fue cadidato a la presidencia de Ecuador en Elecciones presidenciales de Ecuador de 2025. Sus estudios los realizó en el Colegio Liceo Panamericano de la ciudad de Guayaquil, y los estudios superiores los culminó en la Universidad Católica Santiago de Guayaquil, obteniendo el título de Abogada de los Tribunales y Juzgados de la República.
Se inició en la televisión a los 19 años, logrando al momento de su retiro 13 años ininterrumpidos dentro de Teleamazonas. Fue conductora de Vanidades TV, 24 Horas y un segmento comunitario dentro de dicho noticiario.
Actualmente se encuentra casada con Heinz Moeller Gómez, con quien contrajo matrimonio civil el 1 de septiembre de 2006. Luego de haber pasado por el fallecimiento de su primer esposo Rodrigo Campos Armijos en un accidente de tránsito en julio del 2004 y después de un luto de más de un año y medio. Tiene tres hijos, Rodrigo y Lorenzo Campos Tabacchi, quienes son fruto de su primer matrimonio, y Doménica Moeller Tabacchi, de su actual matrimonio.

## Carrera política

### Inicios en la política
En el año 2002, se lanza como candidata a Concejal de Guayaquil para las elecciones intermedias de aquel año por el Partido Social Cristiano, en las cuales obtiene una edil en el Concejo Cantonal de la ciudad. Fue reelegida en las elecciones municipales del 2004, 2009 y 2014.

### Vicealcaldía de Guayaquil
Tras la salida de Guillermo Chang de la vicealcaldía de Guayaquil, el cual inició en el 2009, se convocó rápidamente a elección de un nuevo designado para el cargo el 4 de agosto de 2011. Considerando los reglamentos de los organismos municipales que establecen la alternabilidad de género para este cargo, se realizó la moción de Tabacchi como candidata por parte de la bancada del Partido Social Cristiano y Madera de Guerrero, y de Guadalupe Salazar por parte de Alianza País. La votación resultó con nueve votos a favor de Tabacchi y cinco para Salazar. Tabacchi asumió la vicealcaldía de Guayaquil en reemplazo de Chang por el bloque del movimiento Madera de Guerrero.
Como vicealcaldesa de Guayaquil encabeza la iniciativa de un frente femenino por la democracia y sin fines electorales. De esta forma, lideraba los encuentros denominados "Mujeres por la Unidad", que convoca a figuras políticas femeninas y ciudadanas para integrarse a trabajar por dicha causa, hasta la disolución de la coalición política en 2016.

## Televisión
| Año       | Programa | Rol                                     | Cadena       |
| --------- | -------- | --------------------------------------- | ------------ |
| 1992-2005 | 24 Horas | Presentadora del segmento, Vanidades TV | Teleamazonas |